# 阿知須幼稚園
阿知須幼稚園（あじすようちえん、Ajisu Kindergarten）は、山口県山口市阿知須にある私立幼稚園。学校法人小野学園により設置されている。

## 概要
認定こども園である。年少・年中・年長の縦割り保育を実践。年長クラスには、選択コースとして、絵画教室・スイミング・科学あそびを取り入れている。未就園児には「ぴよちゃん教室」、子育て支援事業として、1〜3歳児には「にこにこKids」や、講師を招いてリトミック教室を開き、地域の幼児教育に携わっている。2018年（平成30年）に、学校法人YIC学院が運営する保育施設「YICキッズ」と連携し、山口大学ダイバーシティに協力している。

## 教育理念
「陽光（ひかり）と自然と大地と、温もりに包まれながら、まっすぐ伸びる思いやりの芽」、「子どもたちも親も先生も、みんなでつながる。みんなでつなげる一つの輪」を掲げている。

## 行事
園外
- 春 - お花見、サツマイモの苗の植え付け[6]、つつじ散策[要出典]。
- 夏 - 海遊び[要出典]。
- 秋 - 落ち葉・どんぐり拾い、さつまいもの収穫[要出典]。
- 冬 - 自然観察公園で野鳥観察、学習[要出典]。

園内
- 入園式、運動会、生活発表会、親子遠足バス、卒園式[要出典]。

その他
- 老人ホーム慰問[7]。